# Parco di villa Ghigi
Il parco Villa Ghigi è un parco pubblico di Bologna, situato a ridosso dell'abitato urbano (in direzione Sud).
Di proprietà comunale, è stato aperto al pubblico nel 1974 e nel nome ricorda gli ultimi proprietari privati. Si trova sulle prime colline a sud della città, a soli due chilometri da piazza Maggiore, in un contesto ricco di biodiversità e luoghi storici (Ronzano, Osservanza, Villa Aldini, Villa Baruzziana). È gestito dalla Fondazione Villa Ghigi, che ha sede all'interno del parco, nell'edificio rurale del Palazzino. Nel settore centrale del parco si trovano la Villa Ghigi, oggi in abbandono, e l'adiacente Casa del Custode, riadattata a punto di ristoro; poco a valle è il nucleo colonico del Becco.

## Storia
Il parco si estende nel versante settentrionale del colle di Ronzano, che sulla sommità ospita uno storico convento. Villa Ghigi, un sobrio edificio di aspetto ottocentesco, si trova quasi al centro dell'odierno parco pubblico, in posizione panoramica sulla città. Le prime notizie sul luogo risalgono al 1520, quando apparteneva ai Volta. La proprietà passò per un breve periodo ai Malvezzi e poi ad altre famiglie (Zagnoni, Cavalca), in epoca napoleonica la tenuta passò ai Caldesi e più avanti ai Chelotti e ai Dozza; a uno dei proprietari ottocenteschi si deve l'odierno aspetto della villa ed è probabile che il salone lungo la facciata principale, con tempere paesaggistiche di scuola martinelliana, sia stato aggiunto all'edificio in questo periodo.
Nel 1874 la proprietà fu acquistata dall'avvocato di origine ravennate Callisto Ghigi e rimase alla famiglia sino al 1972. A Callisto, appassionato di botanica e ornitologia, si devono l'inserimento di alcuni alberi esotici e la piantagione di un gruppetto di faggi in un angolo particolarmente fresco. Uno dei figli di Callisto, Alessandro (1875-1970), abitò la villa pressoché tutta la vita, coltivando sin dall'infanzia la propria vocazione di naturalista. Nel 1922 ebbe la cattedra di Zoologia dell'Università di Bologna, della quale fu rettore tra il 1930 e il 1943. Nella villa si dedicò in particolare all'allevamento di colombi e fagiani esotici, per i quali predispose numerose voliere (di cui non restano più tracce). Fondatore e punto di riferimento di associazioni e istituti per lo studio e la conservazione di fauna e flora, è considerato tra gli antesignani della protezione della natura in Italia e, soprattutto nel dopoguerra, la sua attività in favore dei parchi nazionali e della tutela delle bellezze naturali italiane è stata particolarmente intensa.
Nel 1963 Ghigi donò la porzione più orientale della tenuta al comune di Bologna, ottenendo in cambio il permesso di edificazione nella parte iniziale della proprietà, dove in seguito sorsero alcune ville e una palazzina. Nel frattempo i provvedimenti di tutela del territorio collinare bolognese vanificarono ipotesi di nuove costruzioni e, alla morte di Ghigi, avvenuta nel 1970, gli eredi vendettero la villa e parte dei terreni al comune di Bologna e due poderi a privati (un terzo podere, San Michele, era già stato donato da Ghigi al CNR negli anni '60). Da allora la villa non è più stata abitata e si trova in stato di abbandono.
All'interno del Parco è possibile vedere la villa che dà il nome al parco stesso, non più agibile, attorniata da alcune altre piccole costruzioni, tra cui la casa del custode, in parte restaurata e aperta come punto ristoro.
Oltre il parco, proseguendo verso sud lungo il sentiero CAI 904, è possibile giungere all'Eremo di Ronzano.

## Natura
Il parco occupa buona parte del versante destro della Valverde, solcata dal rio Fontane, un affluente del torrente Aposa. Per la varietà di ambienti e la buona naturalità, costituisce un campione rappresentativo del paesaggio collinare bolognese, del quale consente di cogliere aspetti anche molto diversi: ampi appezzamenti a seminativo oggi divenuti prati o in qualche caso rinselvatichiti, porzioni a vigna e orto, lembi boscati di varia natura e origine, un boschetto ornamentale che incornicia la villa.
Distribuiti in vari settori del parco spiccano esemplari imponenti di roverella, la quercia tipica dei versanti assolati della collina. Per quanto riguarda la componente rurale, a testimonianza del passato uso produttivo, lungo le cavedagne si notano numerosi filari di alberi da frutto, spesso appartenenti ad antiche cultivar tipiche della collina bolognese, che costituiscono un importante patrimonio storico e genetico: ciliegi, peri, meli, cotogni, fichi, susini, kaki, melograni, azzeruoli, albicocchi, noci, mandorli e rusticani, in qualche caso con esemplari secolari. Altrettanto numerosi sono gli alberi da frutto sparsi nei prati, a volte residui di vecchie piantate. Tra gli interventi dedicati al patrimonio di biodiversità rurale del parco risalta il Frutteto del Palazzino, che custodisce rari fruttiferi e viti, contribuendo a rendere il parco quasi un museo all'aperto della frutticoltura e viticoltura della collina bolognese.
Dal punto di vista della copertura vegetale più naturale, il parco offre diversi motivi di interesse e sorprende per la notevole ricchezza di ambienti e biodiversità. Il bosco maturo che segna il confine orientale, su un versante a forte pendenza, è caratterizzato da grandi esemplari di roverella, carpino nero, acero campestre, frassino e ciliegio, ai quali si accompagnano altre specie arboree, arbustive e rampicanti tipiche dei boschi mesofili collinari, come nocciolo e madreselva. Il ricco sottobosco erbaceo a inizio primavera si colora delle fioriture di ellebori, primule, viole, anemoni, polmonarie, pervinche e in autunno si ravviva di ciclamini. Anche le sponde del rio Fontane e dei fossi principali sono segnate da dense fasce di vegetazione derivanti da passati rimboschimenti, con impianti di pioppo bianco, ontano e frassino.
Significativa è anche la componente vegetale ornamentale, che si concentra soprattutto intorno alla villa e ricorda il valore storico del parco, la passione per piante esotiche e curiosità botaniche tipica dei secoli scorsi e la funzione di svago e rappresentanza, oltre che produttiva, che avevano questi luoghi suburbani. Alberi e arbusti sono distribuiti in modo da formare una densa copertura, in prevalenza di sempreverdi, che ombreggia una rete di sentieri e qualche vecchia seduta in pietra: una formazione di vecchi tigli, alcuni bei pini e qualche cipresso si accompagnano a vecchi aceri campestri e ciliegi, mentre nel sottobosco prevalgono allori, laurotini e laurocerasi e abbonda il rinnovo di tasso. Di grande evidenza è l'imponente cedro dell'Himalaya che domina il prato antistante la villa, impiantato da Callisto Ghigi quando acquisì la proprietà.

## Fondazione
Nel 1980 il comune di Bologna, assecondando il desiderio di alcune associazioni naturalistiche legate alla figura di Alessandro Ghigi, decise di istituire un centro per la conservazione della natura e la didattica delle scienze naturali. L'impronta decisiva al nascente Centro Villa Ghigi, che iniziò a operare nel 1982, venne impressa dal primo presidente, Delfino Insolera (1920-1987), direttore della casa editrice Zanichelli negli anni '60. Guidato da Insolera, il centro avviò una serie di visite guidate nel parco e alcuni programmi didattici con le scuole bolognesi.
Nel 2001 è stata costituita la Fondazione Villa Ghigi, di cui sono soci fondatori comune di Bologna, provincia di Bologna (ora città metropolitana) e Università di Bologna. Sempre nel 2001 la fondazione ha trasferito la sua sede nell'edificio rurale del Palazzino e negli anni successivi ha assunto la gestione diretta del parco, grazie a un accordo con il comune di Bologna, e intrapreso un articolato programma di ripristino, miglioramento e arricchimento dell'area verde. Da quasi quarant'anni prima il centro e ora la fondazione rappresentano un punto di riferimento per l'educazione ambientale in ambito bolognese e regionale, hanno realizzato numerose pubblicazioni divulgative, curato indagini e progetti sul territorio per il comune di Bologna e altri enti, organizzato manifestazioni e iniziative a carattere ambientale.
A partire dal 2004, il comune di Bologna ha affidato la gestione del parco alla fondazione, che ha intrapreso un articolato programma di ripristino e miglioramento dell'area verde. Nel 2019 la Casa del Custode, accanto a Villa Ghigi, è stata recuperata come punto di ristoro a disposizione dei visitatori.

## Galleria d'immagini

Foto di Paolo Monti, 1973
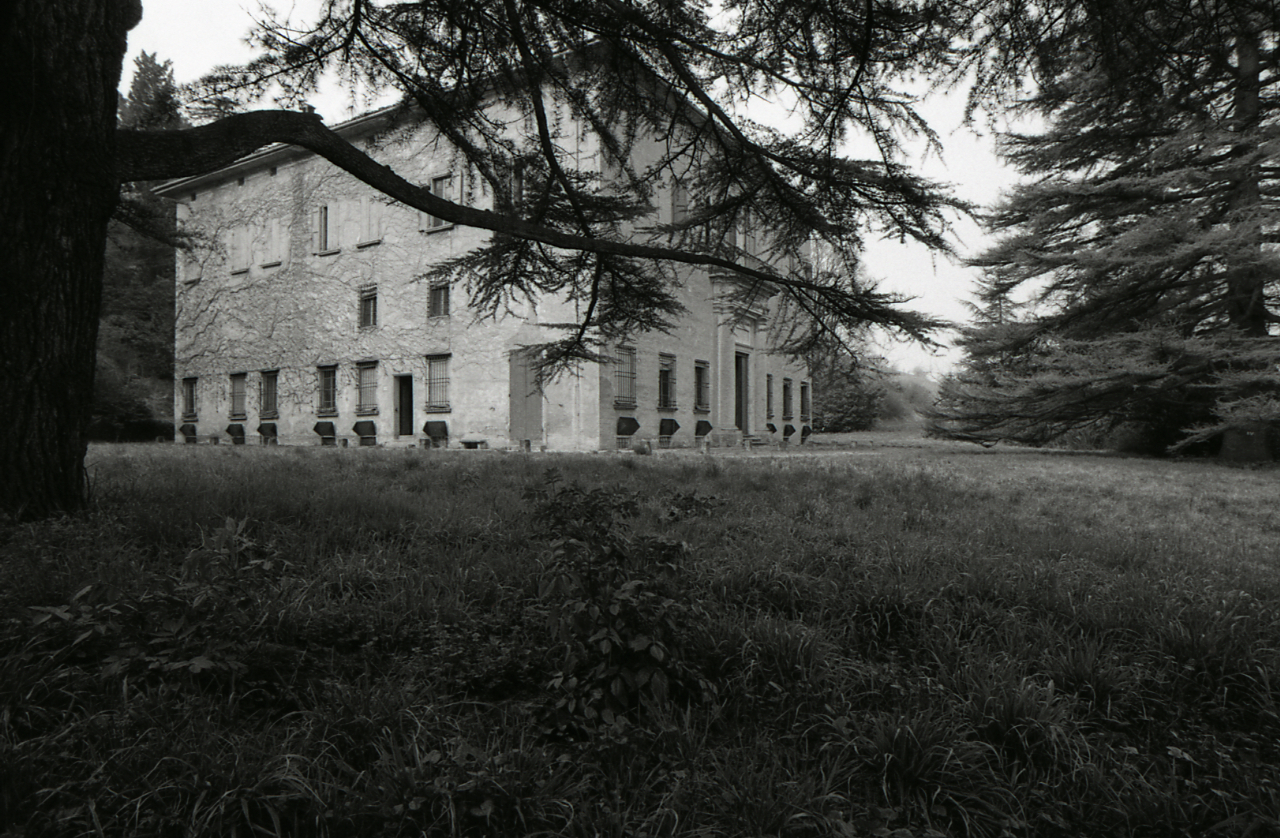
La villa
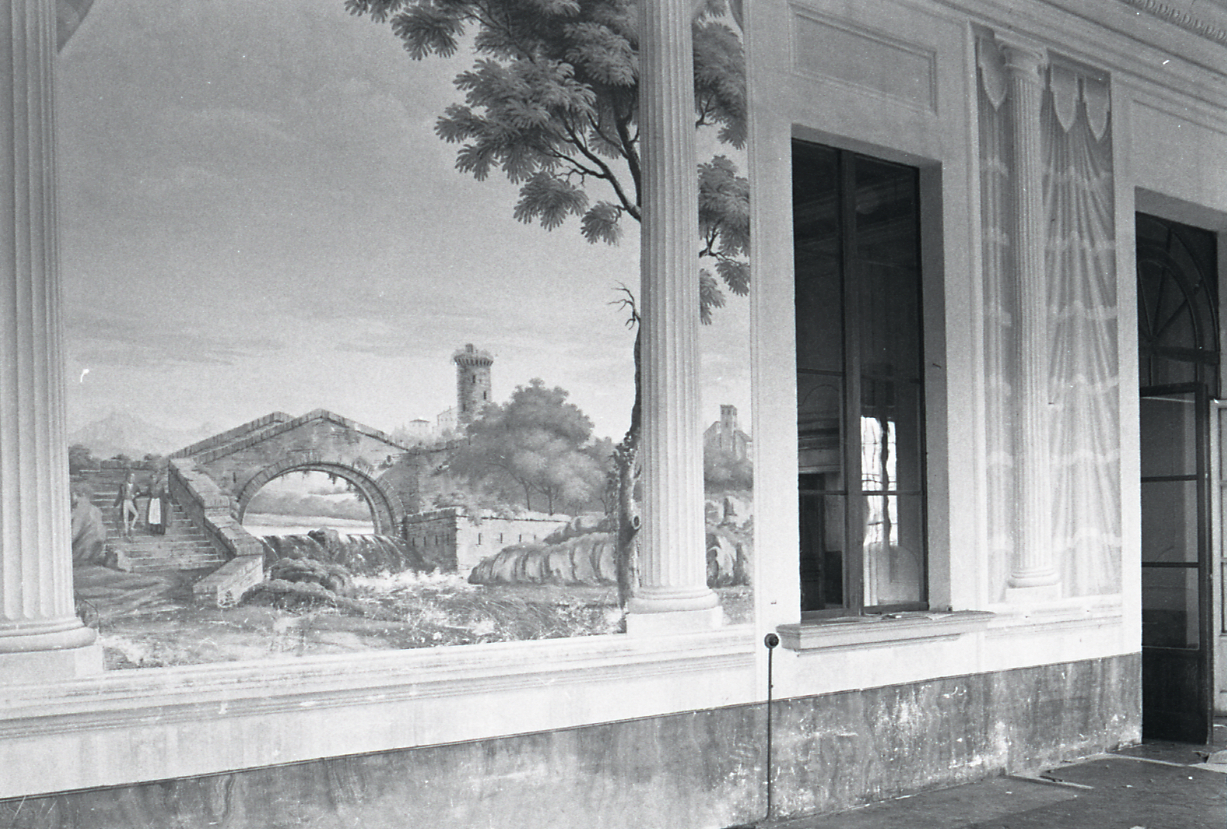
Affreschi della villa
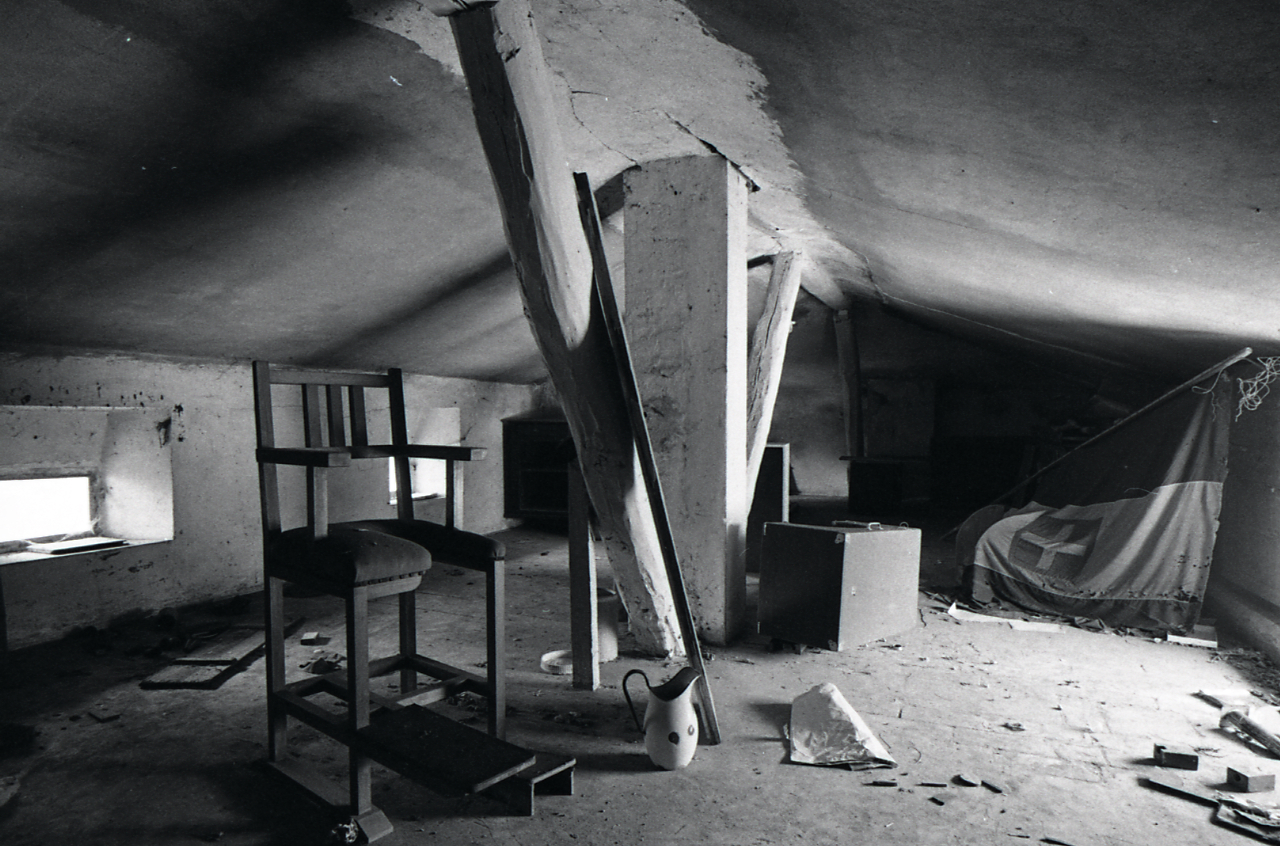
Soffitta